# Сампсон, Никос
Ни́кос Сампсо́н (в ряде источников также Самсон, греч. Νίκος Σαμψών, 16 декабря 1935, Фамагуста — 9 мая 2001, Никосия) — кипрский государственный деятель, и.о. президента Кипра (1974).

## Биография
Настоящая фамилия — Георгиадис, которую он сменил на Сампсон после начала работы фотографом в газете The Cyprus Times. После вступления в ЭОКА он использовал её и как партийный псевдоним. В ЭОКА Сампсон стал одним из руководителей партизанской борьбы за независимость Кипра от Великобритании, принимал активное участие в вооружённых столкновениях, о чём писал в газете. За это Сампсон был арестован и приговорён к смертной казни за убийства полицейских, заменённой пожизненным заключением, которое он отбывал в Великобритании, но лишь в течение полутора лет. В 1959 были подписаны Лондонские соглашения, предоставившие Кипру автономию, и освобождённый по амнистии Сампсон смог уехать в Грецию и вернуться на Кипр после получения островом независимости в августе 1960. На родине Сампсон был встречен как национальный герой.
В 1960 он основал и стал редактировать националистическую газету Μάχη, а после начала столкновений в конце 1963 между греческой и турецкой общинами принял в них активное участие.
В 1970 Сампсон стал членом парламента страны от Прогрессивной партии, а в 1971, после возвращения лидера ЭОКА Георгиоса Гриваса на остров, принял участие в формировании организации ЭОКА-Б, выступавшей за Энозис — объединение Кипра с Грецией, активно поддержанной хунтой, правившей в тот момент в Греции.

## Военный переворот
15 июля 1974 году при поддержке греческих частей, находившихся на острове, президент Кипра Макариос был свергнут и изгнан из страны, а Сампсон был провозглашён его преемником. После этого Турция под предлогом защиты турок-киприотов вторглась на остров и оккупировала треть его территории, включая Фамагусту и часть столицы Никосии. 23 июля Сампсон был вынужден уйти в отставку и передать полномочия председателю парламента Глафкосу Клиридису. В 1976 году Сампсон был приговорён к 20 годам тюремного заключения за государственную измену. В 1979 году он выехал на лечение во Францию, где находился до 1990 года. По возвращении на родину в 1992 году вышел на свободу и вернулся к газетному бизнесу.